# ماركو بلترامي
ماركو بلترامي (بالإنجليزية: Marco Beltrami) (و. 1966 – م) هو ملحن من الولايات المتحدة الأمريكية . ولد في لونغ آيلند .

## التعليم
تعلم في جامعة براون، وجامعة ييل

## روابط خارجية
- ماركو بلترامي على موقع IMDb (الإنجليزية)
- ماركو بلترامي على موقع ألو سيني (الفرنسية)
- ماركو بلترامي على موقع ميوزك برينز (الإنجليزية)
- ماركو بلترامي على موقع أول موفي (الإنجليزية)
- ماركو بلترامي على موقع بوكس أوفيس موجو (الإنجليزية)
- ماركو بلترامي على موقع قاعدة بيانات الأفلام السويدية (السويدية)
- ماركو بلترامي على موقع أول ميوزيك (الإنجليزية)
- ماركو بلترامي على موقع ديسكوغز (الإنجليزية)
- ماركو بلترامي على موقع قاعدة بيانات الفيلم (الإنجليزية)
- ماركو بلترامي على موقع كينوبويسك (الروسية)